# Carya collina
Carya collina là một loài thực vật có hoa trong họ Óc chó. Loài này được Laughlin mô tả khoa học đầu tiên năm 1968.